# Cañadaaufstand
Der Cañadaaufstand war ein Aufstand der Indigenas im Departamento Matagalpa in Nicaragua 1881. Er richtete sich gegen die Angriffe auf das Cañadas-Cabildo-de-Indios-System durch die Regierung unter Joaquín Zavala.

## Ley Agraria
Seit etwa 1870 wurde in Nicaragua Kaffee angebaut. Am 17. Mai 1877 wurde das Ley Agraria ein Gesetz erlassen, das das Ejidosystem zugunsten der Kommerzialisierung des Produktionsmittels Boden aufhob. Damit sollten Latifundien für eine kapitalistische Landwirtschaft gebildet werden. Am 5. März 1881 wandte die Regierung Joaquín Zavala das Ley Agraria an und etwa 200.000 Manzanas (140.000 Hektar) gingen in das Eigentum von Cafetaleros über, die in ihrer Mehrheit der Partido Conservador der politisch und wirtschaftlich Mächtigen in Nicaragua angehörten. Die Enteignung wurde von der Regierung zur Forcierung des Kaffeeanbaus als notwendig erachtet.

## Telegrafie für Matagalpa
1881 hatte die Regierung die Errichtung der Telegrafenleitung nach Matagalpa als Schlüsselinfrastrukturprojekt zur Förderung des Handels und aus strategischen Gründen eingestuft. Der Präfekt des Departamentos Matagalpa Gregorio Cuadra ordnete den Capitánes der Cañadas an, sie müssen unbezahlt Arbeiter für die Errichtung einer Telegrafenleitung stellen.
Diese unbezahlte Gemeinschaftsarbeit war 1852 wieder eingeführt worden; mit ihr war in der Kolonialzeit der Tributo – eine Kopfsteuer, die die Indigenas kollektiv erbringen mussten – erbracht worden. Unter kapitalistischen Bedingungen war sie Zwangsarbeit. Es mussten Tausende Arbeitskräfte gestellt werden, die fernab von ihren Familien und ihren Milpas im Erschließungsstraßenbau schwer arbeiten mussten. Durch das harte Arbeitsregime beim Telegrafenbau erkrankte viele Indigenas, eine steigende Anzahl starb und die Arbeitskraft fehlte in der Subsistenzwirtschaft. Cuadra bevormundete die Capitánes der Cañadas und verbot die Produktion von Chicha bruja, die zu religiösen Festen gebraut wurde. Ebenso verbot er das Schlachten von Haustieren in den Cañadas.

## Aufstand vom April 1881
Am Morgen des 31. März, belagerten paar tausend Indigenas der Cañadas von Uluse, El Horno, El Gorrión, San Pablo, San Marcos, El Zapote, El Matasano, Jucuapa und Potrero de Yasica die Stadt Matagalpa und griffen unter der Leitung von Lorenzo Pérez, dem Capitán de San Pablo die kleine Garnison der Ladinos an. Nach einigen Stunden und einer unbekannten Anzahl von Opfern auf beiden Seiten zogen sich die Indigenas aus Mataglapa zurück und bildeten einen Koordinationsrat in Guanuca.
In den folgenden Tagen behauptete der Präfekt Gregorio Cuadra ein Interesse an einem Dialog mit den Leitern des Aufstandes und nahm das Angebot einer Mediation durch die Jesuiten an. Die Jesuiten verfügten über hohes Ansehen bei den Indigenas. Die Regierung forderte ein Ende der Angriffe, die Auslieferung der Waffen aus dem Besitz der Indigenas und die Unterordnung unter die lokalen und Landesbehörden. Es vergingen einige Tage, es wurden Botschaften übermittelt, in denen die Indigenas feststellten, sie hätten keine Waffen der Regierung und sie würden keine eigenen übergeben. Als Bedingung für ein Ende des Aufstandes wurde der Rückzug der Truppen des Präfekten gefordert. Die Verhandlungen hatten kein Ergebnis, aber der Präfekt gewann Zeit, in der die Regierung Kräfte aushob, die sie nach Matagalpa sandte. Unter dem Kommando von Hauptmann Joaquín Elizondo, der bis zum 4. Mai 1881 blieb, als sich die Indigenas in ihre Cañadas zurückzogen.

## Deportation der Jesuiten
José Vicente Cuadra hatte 1871 die von Justo Rufino Barrios Auyón aus Guatemala deportierten Jesuiten in Nicaragua aufgenommen. Die Jesuiten gaben Seelsorge und Schulbildung bei den Indigenas u. a. in La Recoleccion in Leon. Im Mai 1881 hatte Joaquín Zavala ein Gesetz von 1830 gefunden, das es den Jesuiten verbot, einen Konvent zu bilden, und nutzte den Convento de la Recoleccion in Leon, um die Jesuiten deportieren zu lassen. In Leon gab es ein Instituto de Occidente, das von Jesuiten geleitet wurde. Dr. Apolonio Orosco war Jesuit. In León gab es 40-bis 50 Jesuiten.
In Matagalba gab es etwa 20 Jesuiten, die gefangen genommen wurden. 800 Soldaten mit einigen Gatling Guns wurden aus Managua nach Leon gesandt, wo sie am 11. Mai 1881 unter dem Kommando des Regierungsministers Vicente Navas ankamen und das Convento La Recoleccion angriffen.
Ein New York Times Artikel droht abschließend den Jesuiten mit Krupp und Gatling Gun.
Am 5. Mai 1881 wurden 15 Jesuiten aus Matagalpa in Granada konzentriert. Am 7. Juni 1881 wurden 14 Jesuiten aus Leon nach Corinto (Nicaragua) gebracht und dort per Schiff ausgewiesen. Am 8. Juni 1881 wurden die 15 Jesuiten aus Mataglapa drei aus Masaya und zwei aus Granada auf einem Dampfer über dem Managuasee und Río San Juan aus Nicaragua ausgewiesen. Am 8. Juni 1881 wurden über San Juan del Sur zwei Jesuiten aus Rivas (Nicaragua) deportiert. Zwei Jesuiten aus Ocotal wurden später deportiert.
In der Folge der Deportationen gab es 1881 weitere Proteste von Indigenen in Matagalpa, Sutiaba (bei Leon), Telica und Masaya.
Zavala führte die Strömung der Progresistas, der die Iglesieros innerhalb der Partido Republicano gegenüberstand.
1884 seine Politik war in der Partido Conservador umstritten, 1884 machten die Iglesieros einen Aufstand.
Trotz des Aufstandes wurden die Arbeiten an der Telegrafenleitung fortgesetzt. Auch die Politik der Kontrolle der indigenen Gemeinden wurde fortgesetzt. Die Deportation der Jesuiten war für die indigenen Gemeinden ein Verlust. Am 27. Juli 1881 wurde Gregorio Cuadra durch Enrique Solórzano als Präfekt von Matagalpa abgelöst.

## Aufstand vom August 1881
Am 4. August 1881 versuchte Alejandro Miranda Signale über die Leitung von Matagalpa nach Metapa zu senden, aber die Verbindung war zwischen Metapa und Matagalpa bei Loma Larga gekappt und drei Masten verschleppt worden. Am 5. August 1881 belagerten etwa 3.000 Indigenas bewaffnet mit Tafixtes (Pfeile aus Pfirsichpalme), unter der Führung von Lorenzo Pérez, Toribio Mendoza und Higinio Campos, Matagalpa. Am 8. August 1881 griffen sie die Garnison von Matagalpa an. In der Garnison verteidigten sich etwa 170 Männer mit einschüssigen Gewehren. Die Indigenas hatten nahezu das gesamte Dorf besetzt als am Morgen des 10. August 1881 Regierungstruppen kamen. Es war eine große Anzahl von Soldaten, die Gewehre und Artillerie (zu der damals die Gatling Gun gezählt wurde) einsetzten.
Die Indigenas beendeten die Kämpfe im Dorf und wurden zu Hunderten getötet und verletzt.

## Verbrannte Erde
Alejandro Miranda berichtete, dass mehr als 500 getötete Indigenas in Gruben am Ufer des Río Grande de Matagalpa begraben wurden. Lorenzo Pérez und Toribio Mendoza wurden durch Regierungstruppen füsiliert und Higinio Campos verschwand. Auf Seiten der Regierungstruppen wurde von drei Toten und 20 Verletzten berichtet. Die Anzahl der getöteten Ladinos, den Mitgliedern des Cabildo de Españoles de Matagalpa ist nicht bekannt. Die Regierung beauftragte mit der "Befriedung" bezeichneten Politik der verbrannten Erde General Miguel Vélez, den Vater von Juan José Vélez, dem Inspector de Telégrafos, der zusammen mit seinem Assistenten Benedicto Vega von den Indigenas getötet worden war. Vélez führte eine Politik der Verfolgung und Ausrottung der Indigenas durch, die Ende 1881 am opferreichsten war. Im Februar 1882 waren die meisten Capitanes de Cañada gefangen genommen und viele erschossen.
Der Aufstand wird als der opferreichste im Nicaragua des 19. Jahrhunderts eingeschätzt.
Der Aufstand ist eine fortgesetzte in Fragestellung des sozialen Modells, das den Indigenas durch die beginnende Industrialisierung geboten wurde.
Dieses gesellschaftliche Modell wurde durch den Pacto der Partido Democrático mit der Partido Legitimista, der sich in der Wahl von Joaquín Zavala durch das Parlament manifestierte politisch durchgesetzt wurde.